# AMC (Brasil)
O AMC é um canal de televisão por assinatura pertencente a AMC Networks International Latin America cuja estreia ocorreu em 1 de abril de 2015 substituindo o sinal do canal MGM Channel no Brasil. É transmitido em território nacional pelas operadoras Sky, Nossa TV e em 16 de novembro de 2017 pela NET e Claro TV, além de ser disponibilizado por outras operadoras locais.
A estreia do canal estava prevista para outubro de 2014, mas por motivos contratuais foi adiada. O canal trouxe em sua chegada vários filmes do AMC Studios, além de séries como The Divide e Halt and Catch Fire. O canal americano transmite reprises de algumas séries como Breaking Bad, Mad Men e o sucesso mundial The Walking Dead. No Brasil, The Walking Dead chegou a ser exibida pelo Fox Channel, atual Star Channel, pois os direitos da série para o país atualmente pertencem a Walt Disney Direct-to-Consumer & International.
O canal também exibe filmes de terror, ação, comédia, suspense e animações dos estúdios Sony Pictures, Universal Studios, Paramount Pictures, MGM e The Weinstein Company.

## Logotipos

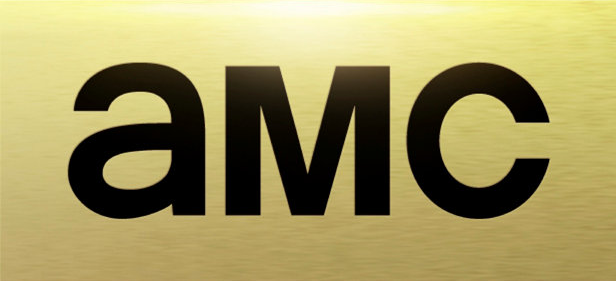
2014–2016
2016–2019
Desde 2019

## Ligações Externas
- Página Oficial